# Antonio de Nigris Guajardo
Antonio de Nigris Guajardo (Monterrey, Mèxic; 1 d'abril de 1978 — Làrissa, Grècia; 16 de novembre de 2009), va ser un futbolista mexicà que va ocupar la posició de davanter. Va militar en 12 clubs durant els seus nou anys en actiu, marcant un total de 70 gols. El seu germà és el futbolista Aldo de Nigris.

## Trajectòria
De Nigris va començar la seva carrera futbolística en el Club de Futbol Monterrey, debutant amb aquest equip el 6 de febrer de 2000. Ràpidament va sobresortir, a l'haver marcat 37 gols en 65 partits disputats. Posteriorment va signar amb el Club América, on no va rendir com en anys anteriors, a l'haver disputat solament 3 partits i sense cap gol.
Després, va jugar a la primera divisió espanyola amb el Vila-real Club de Futbol i a la segona divisió amb el Polideportivo Ejido. En ambdós equips va disputar 15 i 31 partits respectivament i va marcar 2 gols en cadascun. També va jugar en l'Once Caldas de Colòmbia, amb qui va assolir disputar la final de la Copa Intercontinental 2004, en la qual va marcar un gol en la tanda de penals davant el Futbol Club Porto de Portugal, encara que va ser l'equip portuguès qui va guanyar la copa.
Va tornar al futbol mexicà, aquesta vegada per a jugar amb el Puebla Fútbol Club i amb el Club Universidad Nacional. Amb els «pumas» va arribar a la final de la Copa Sudamericana 2005, on van ser derrotats pel CA Boca Juniors en la tanda de penals. El 20 de març de 2006 va ser contractat pel Santos Futebol Clube de Brasil, on només va jugar 2 partits i va marcar solament un gol.
En eixe mateix any, de Nigris va ser fitxat pel Gaziantepspor de la Superliga de Turquia, on va marcar 15 gols en 39 partits. Després va passar a l'Ankaraspor el 2008, equip del mateix país, on va disputar 25 partits i va marcar 7 gols. Posteriorment, va ser cedit en préstec el 2009 l'Ankaragücü. Amb aquest equip tot just va marcar 2 gols en 14 aparicions, pel que el 27 d'agost de 2009 va ser venut a l'AE Larisa de Grècia, el seu darrer club.
De Nigris va faltar el 16 de novembre de 2009, a causa d'una aturada cardíaca a Larisa. Segons va revelar després la Federació Turca, el serveis mèdics de l'Ankaragücü ja li havien diagnosticat una "malformació genètica del cor" i l'havien avisat dels riscos de seguir jugant.

## Internacional
El seu primer partit amb la selecció de futbol de Mèxic va ser el 7 de març de 2001 davant Brasil, en el qual també es va estrenar golejador. De Nigris va participar amb la selecció en la Copa Amèrica 2001 i en la Copa Confederacions 2001, encara que no va assolir marcar en cap de les dues competicions. També va disputar partits classificatoris a la Copa Mundial de Futbol de 2002, on va marcar un doblet davant Jamaica el 15 de març de 2001. No obstant això, de Nigris no va ser convocat durant 7 anys, fins que el 6 de febrer de 2008 Hugo Sánchez el torna a convocar per a un partit amistós contra Estats Units, on la selecció va empatar a 2-2.
El seu últim partit amb la selecció va ser el 26 de març de 2008 davant Ghana, on Mèxic es va imposar per 2-1. En total, va disputar 16 partits amb la selecció mexicana, marcant solament 4 gols.